# Carsten Raft
Carsten Raft (født 28. april 1895 på Frederiksberg, død 30. november 1965 i Hellerup) var en dansk journalist og politiker (KF).
Han var søn af kaptajn Axel Georg Valdemar Petersen i Ingeniørkorpset, tog slægtsnavnet Raft i 1911, og giftede sig med købmandsdatteren Inga Voigt i 1942. Carsten Raft havde studentereksamen fra Østersøgades Gymnasium i København fra 1913, og studerede en tid medicin og statsvidenskab før han blev journalist.
Raft var den første formand i Konservativ Ungdom i Gentofte 1920–1925. Fra omkring 1920 til 1926 sad han også som formand i Den Konservative Vælgerforening i Studenterforeningen i København. Han var journalist i Nationaltidende 1924–1932, en tid som korrespondent i Paris og London. Derefter blev han for alvor trukket ind i politikken som formand i Konservativ Ungdom i København 1932–1934, partisekretær og propagandaboss i Det Konservative Folkeparti 1933–1936 samt leder for Konservativ Ungdoms landslejr og organisationskurs 1932–1942. Tidligt i 1930-erne lod han sig inspirere af fascistiske bevægelser i Tyskland og Italien, og tilførte Konservativ Ungdom nye teknikker for propaganda og organisering. Efter tiden som partifunktionær var han journalist i B.T. fra 1942 og i Berlingske Tidende fra 1953.
Raft var medlem af Folketinget for Københavns amtskreds mellem 1935–1964, efter at have blevet nomineret fra Lyngby kreds. Han arbejdede særligt med forsvars- og udenrigspolitik. Hans vælgermøder tiltrak mange tilhørere, og blev efterlignet af andre politikere.
Raft var ridder af Dannebrogordenen fra 1956.